# Az-Zarqalí
Az-Zarqalí (àrab: أَبُو إِسْحَاقَْ إِبْرَاهِيمُ بْنُ يَحْيَى التُّجِيبِيُّ النَّقَّاشُ الزَّرْقَالِيُّ)  (Toledo, c. 1027 - Còrdova, c. 1100), de nom complet Abu Ishaq Ibrahim bin Yahya Al-Tajibi Al-Naqqash Al-Zarqali, conegut a al-Zarqalí, va ser un important astrònom de l'Àndalus, anomenat pels antics autors occidentals Azarquiel. El nom d'az-Zarqalí era un sobrenom amb el qual era conegut en vida a causa dels seus intensos ulls de color blau cel. Va viure a Tulàytula (actual Toledo) fins que es va traslladar a Qurtuba (actual Còrdova) on va morir. El 1085, quan el regne de Toledo va caure en mans cristianes, ja feia anys que ell vivia a Còrdova.

## Biografia
No es coneixen del cert les seves dates de naixement i de defunció que han de situarse entorn de 1030 i de 1100, respectivament. Tampoc és segur si va néixer a Toledo o a Còrdova. Azarquiel va treballar de jove com a ferrer o orfebre a Toledo i, tot i que sembla que no havia estudiat, va destacar per la seva destresa en el treball dels metalls i va començar a elaborar instruments científics de precisió, com astrolabis, probablement a petició dels astrònoms àrabs i hebreus de l'emirat de Tulàytula. La comunicació amb aquests erudits i la intel·ligència d'Al-Zarqalí va poder portar a una notable comprensió de la ciència astronòmica de forma autodidacta, el que el va portar a crear innovacions a partir de l'astrolabi, com l'assafea, de les que es conserven quatre exemplars en tot el món.
Una de les més citades contribucions d'Azarquiel va ser la compilació de les Taules Astronòmiques de Toledo, en la que la seva qualitat i exactitud es deu al gran nombre d'observacions fetes per ell i el seu equip d'ajudants per actualitzar les taules d'Al-Khwarazmí i d'Al-Battani. Segons el que es dedueix de l'estudi de les taules de Toledo, Azarquiel estava en disposició de realitzar prediccions de summa importància dins de l'Astronomia. Les Taules tenien com a funció principal la d'oferir als astrònoms les posicions en el cel de cert tipus d'astres i les dates en què tenien lloc determinats fenòmens còsmics (com les fases de la Lluna, etc.). Per tant, eren emprades per a poder concretar la situació exacta d'un cos celeste en èpoques futures. Azarquiel, que tenia en el seu poder dades precises sobre multitud de fenòmens gràcies a la tasca dels seus ajudants, va poder emprar les Taules per a predir els eclipsis solars que succeirien més tard. La precisió de les Taules era tal que Pierre Simon de Laplace (1749 - 1827), un dels més destacats matemàtics de la Il·lustració, seguia utilitzant les observacions i anotacions d'Azarquiel per a calcular les posicions i prediccions planetàries. L'almanac de les taules va ser traduït al llatí per Gerard de Cremona i es va difondre per tot el món cristià occidental, essent la base de les taules alfonsines de 1272.

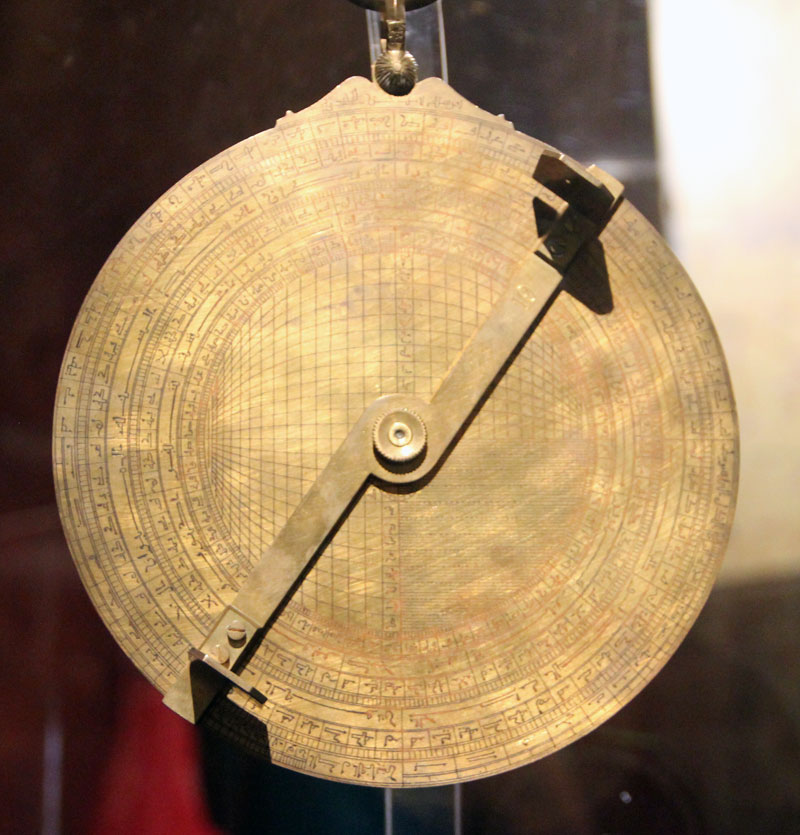
Còpia d'una assafea del segle XIII exposada a la Torre de la Calahorra (Còrdova). L'original es troba a la RACAB de Barcelona.

La seva gran aportació a l'astronomia la constitueix el desenvolupament de l'assafea, una varietat de l'astrolabi que permetia que l'observador no necessités trobar-se en un lloc determinat per desenvolupar els còmputs astronòmics, sinó que podia ser usat en qualsevol latitud terrestre, el que el convertia en un instrument ideal per a ser usat en la navegació. També va escriure uns tractats sobre l'ús i la construcció de l'instrument.
Azarquiel va fer estudis i investigacions en diversos camps de l'Astronomia. Per exemple, va ser capaç de trobar quin era el moviment de l'apogeu solar (la distància màxima entre la Terra i el Sol). Azarquiel va poder determinar amb gran precisió que el punt de l'apogeu solar variava en 1 grau cada 299 anys, analitzant les observacions que es disposaven al respecte durant els últims 25 anys.
També va tenir Azarquiel interès en el tema de la precessió dels equinoccis. Va escriure un treball sobre això, avui dia desaparegut, en què descriu de quina manera podria explicar aquest fet. Com la Terra és un astre que rep la influència bàsica del Sol i de la Lluna i, en menor mesura, dels altres planetes del sistema solar, el seu moviment de rotació presenta una lleugera variació al llarg del temps. En grans períodes, els pols del planeta no es dirigeixen sempre al mateix lloc, sinó que van modificant l'adreça a la qual apunten a causa del moviment de rotació terrestre, això és el que s'anomena precessió dels equinoccis. En el fons, és com si la Terra es comportés com una baldufa, el seu eix, a mesura que gira, canvia lleugerament
Va corregir les dades geogràfiques de Ptolemeu i Al-Khwarizmi. En concret, Al-Zarqali estimació corregida de Ptolemeu de la longitud de la mar Mediterrània a partir de 62 graus aproximadament per corregir el valor de 42 graus.

## Traduccions
La seva obra la coneixem fonamentalment a través de les traduccions que van fer a l'Escola de traductors de Toledo per Alfons X el Savi. Així, entre 1225 i 1231 els jueus toledans Yehudà ben Moixè i Guillelmus Anglicus van traduir el seu Tractat de l'assafea al llatí, que va ser traduïda en els anys 1260 al castellà pel mateix Yehuda ben Moixè.
El 1933 es va publicar el Tractat de l'assafea d'Azarquiel en català.

## Homenatges
Nicolau Copèrnic en el seu llibre De Revolutionibus Orbium Coelestium (Sobre les revolucions de les esferes celestes) expressa els seus dubtes amb els treballs d'Azarquiel i Al-Battaní, El seu nom va ser posat a un cràter lunar.

## Obres
- Tractat de l'assafea d'Azarquiel
- Tractat de la làmina dels set planetes
- Almanac de Ammoni
- Tractat relatiu al moviment de les estrelles fixes